# غوردون شو
غوردون شو (بالإنجليزية: Gordon Shaw)‏  (و. 1933 – 2005 م) هو فيزيائي من الولايات المتحدة الأمريكية . ولد في اتلانتيك سيتي .
توفي في لاغونا بيتش، أورانج، كاليفورنيا، عن عمر يناهز 72 عاماً.